# Fieldwork
Fieldwork est un groupe de jazz composé de Vijay Iyer au piano, Steve Lehman au saxophone et de Tyshawn Sorey à la batterie.

## Discographie
- 2002: Your Life Flashes (Pi Recordings)
- 2005: Simulated Progress (Pi Recordings)
- 2008: Door (Pi Recordings)